# Kockásfülű nyúl

Logo de la série Kockásfülű nyúl

A Kockásfülű nyúl (Le lapin aux oreilles à carreaux) était le titre d'une série d'animation hongroise pour enfants de 26 épisodes réalisé entre 1975 et 1978 dans les studios de PannóniaFilm. Créé par l'écrivain de littérature de jeunesse et graphiste Veronika Marek et par le créateur de dessins animés Zsolt Richly, son protagoniste, le lapin avec les oreilles à carreaux est rapidement devenu l'une des mascottes les plus prolifiques de l'animation hongroise.

## Format
À ses débuts la série était diffusée tous les samedis durant la section de programme pour enfants de l'unique chaîne de télévision hongroise, Magyar Televízió. Les épisodes, longs de quelques minutes, avaient la forme d'histoires simples où le lapin aux oreilles à carreaux aidait une ou plusieurs des autres personnages principaux de la série, quatre enfants appelés Kriszta (fille aux cheveux bruns), Menyus (garçon roux), Kistöfi (tout petit garçon blond) et Mozdony (locomotive) dans diverses situations.
Ses oreilles lui permettent, en outre, de voler tel un hélicoptère.
La valeur essentielle véhiculée par ce dessin-animé est celle de l'aide.

## Diffusion
La série a d'abord été proposé dans les pays autour de la Hongrie, puis dans près de quatre-vingt-dix autres pays à travers le monde. N'ayant pas de dialogues parlés, les épisodes n'avaient pas besoin de doublage, de plus la trame universelle étaient facilement compréhensibles, ce qui rendit la série adaptables dans différents pays.
La renommée du "Kockásfülű nyúl" s'envola dans et autour de la Hongrie avec non seulement la montée de la popularité rétro dans la mode et le design, mais avec la redécouverte de la qualité de la culture de l'Europe centrale et orientale d'avant les années 1980. Au moment de la série originale, le merchandising était un concept inconnu en Hongrie, mais avec le retour de la série (ainsi que d'autres programmes populaires auprès des enfants des années 1970 et 1980 de la région) le lapin se trouve maintenant sur des accessoires scolaires, oreillers ainsi que sous forme de jouets en peluche.
En Hongrie, 2002 et 2003 a vu la sortie de deux DVD de la série, chacun comprenant 13 des 26 épisodes.

## Liste des épisodes
Liste complète des épisodes de chaque série
| 1re série (1974) | 2e série (1976) |
| --- | --- |
| 1. Kriszta születésnapja (l'anniversaire de Kriszta) 2. Menyus és a hóember (Menyus et le bonhomme de neige) 3. Kistöfi az állatkertben (Kistöfi au zoo) 4. Kriszta a majálison (Kriszta à la fête de mai) 5. Menyus és a sportverseny (Menyus et la compétition sportive) 6. Kriszta az indián (Kriszta l'indienne) 7. Kriszta és a jelmezbál (Kriszta et le bal masqué) 8. Kistöfi a tóparton (Kistöfi au bord du lac) 9. Menyus és a rajzverseny (Menyus et le concours de dessin) 10. Kistöfi a hegyekben (Kistöfi à la montagne) 11. Kriszta a játszótéren (Kriszta au terrain de jeux) 12. Kistöfi eltéved (Kistöfi se perd) 13. Menyus meg a foxi (Menyus et le fox-terrier) | 1. A fényképezőgép (L'appareil photo) 2. Tulipánok a téren (Des tulipes sur la place) 3. Az erőművész (L'haltérophile) 4. A kölcsönkért babakocsi (La poussette empruntée) 5. Kutyasétáltatás (Promenade avec le chien) 6. A cirkusz (Le cirque) 7. A repülő térkép (La carte volante) 8. Süt a nap (Le soleil brille) 9. A csodakocsi (La voiture merveilleuse) 10. Az elveszett papagáj (Le perroquet perdu) 11. Kié a ház? (À qui est la maison ?) 12. Zenedélután (Musique l'après-midi) 13. A nagy bújócska (Le grand cache-cache) |